# Peter Hilti
Peter Hilti (* 26. Juni 1972 in St. Gallen) ist ein liechtensteinischer Politiker und war von 2009 bis 2013 Abgeordneter im liechtensteinischen Landtag.

## Biografie
Nach der Matura studierte Hilti drei Jahre Rechtswissenschaft an der Universität Zürich. Anschliessend absolvierte er an derselben Universität das Sekundarlehrerstudium. Seit 2002 arbeitet er an der Realschule Vaduz, deren Leiter er seit 2004 ist. Seit Anfang 2007 ist Hilti Mitglied des Gemeinderats von Schaan und in dieser Funktion unter anderem Vorsitzender der Gesundheitskommission. Im Februar 2009 wurde Hilti für die Vaterländische Union in den Landtag des Fürstentums Liechtenstein gewählt. Dort war er Fraktionssprecher seiner Partei. Ab 2011 war er Mitglied in der Aussenpolitischen Kommission, einer der drei ständigen Kommissionen des Landtages. Bei der Landtagswahl im Februar 2013 konnte er sein Mandat nicht verteidigen.
Im Badminton siegte er 1988 bei den liechtensteinischen Juniorenmeisterschaften. Hilti lebt in Schaan, ist verheiratet und hat eine Tochter.